# Диаграмма Дынкина
Диаграмма Дынкина (или схема Дынкина) — определённый вид графов, в основном применяемый при классификация полупростых алгебр Ли.
Названы по имени советского математика Евгения Дынкина, впервые применившего их в 1946 году.
В этих графах некоторые рёбра удвоены или утроены (рисуется как двойная или тройная линия).
Кратные рёбра, с некоторыми ограничениями, являются ориентированными.
Основное примененение диаграмм — классификация полупростых алгебр Ли над алгебраически замкнутыми полями: они приводят к группам Вейля, то есть ко многим (хотя не ко всем) конечным группам отражений. Диаграммы Дынкина возникают также и в других контекстах.
Термин «диаграмма Дынкина» может быть двусмысленным. В некоторых случаях диаграммы Дынкина предполагаются ориентированными, и в этом случае они соответствуют системам корней и полупростым алгебрам Ли, в то время как в других случаях они предполагаются неориентированными, и тогда они соответствуют группам Вейля. Ориентированные диаграммы для {\displaystyle B_{n}} и {\displaystyle C_{n}} дают ту же самую неориентированную диаграмму, которую обозначают {\displaystyle BC_{n}.} В этой статье по умолчанию «диаграмма Дынкина» означает ориентированная диаграмма Дынкина, а для неориентированных диаграмм Дынкина это указывается явно.

Конечные диаграммы Дынкина
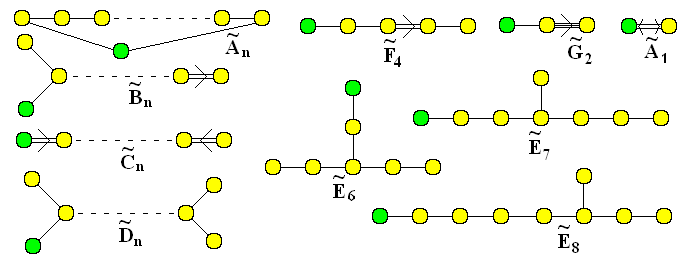
Аффинные (расширенные) диаграммы Дынкина

## Классификация полупростых алгебр Ли
Фундаментальный интерес к диаграммам Дынкина возникает вследствие того, что они позволяют классифицировать полупростые алгебры Ли над алгебраически замкнутыми полями. Некоторые классифицируют такие алгебры Ли через их системы корней, которые можно представить диаграммами Дынкина. Другие классифицируют диаграммы Дынкина согласно ограничениям, которым они должны удовлетворять, о чём рассказано ниже.
Избавление от направленности рёбер графа соответствует замене системы корней конечной группой отражений, которую они создают, так называемой группой Вейля, и тем самым неориентированные диаграммы Дынкина классифицируют группы Вейля.

## Связанные классификации
Диаграммы Дынкина могут использоваться для классификации многих различных объектов, и запись «An, Bn, …» используется для ссылок на все такие интерпретации в зависимости от контекста. Такая двусмысленность может сбивать с толку.
Центральная классификация относится к простым алгебрам Ли, которые имеют систему корней, и с которыми ассоциированы (ориентированные) диаграммы Дынкина. Все три (из перечисленных ниже), например, могут быть обозначены как Bn.
Неориентированная диаграмма Дынкина является видом диаграмм Коксетера и соответствует группе Вейля, которая является конечной группой отражений, ассоциированной с системой корней. Таким образом, Bn может относиться к неориентированной диаграмме (специальный вид диаграммы Коксетера), группе Вейля (конкретная группа отражений), или абстрактной группе Вейля.
Заметим, что, в то время как группа Вейля, абстрактно, изоморфна группе Коксетера, конкретный изоморфизм зависит от порядка простых корней. Обратите внимание на то, что нотация диаграмм Дынкина стандартизована, в то время как диаграммы Коксетера и нотация группы варьируется и иногда согласуется с диаграммой Дынкина, а иногда нет.
Наконец, иногда ассоциированные объекты обозначаются той же нотацией, хотя это не всегда можно сделать на регулярной основе. Примеры:
- Корневая решётка[англ.], образованная системой корней, как в решётке E8. Она определяется естественно, но не один-к-одному — например, A2 и G2 образуют одну и ту же шестиугольную решётку.
- Ассоциированный политоп — например, Госсет 421[англ.]может быть обозначен как «политоп E8», так как его вершины получаются из корневой системы E8 и он имеет группу Коксетера E8 в качестве группы симметрии.
- Ассоциированная квадратичная форма или многообразие — например, E8 имеет форму пересечений, задаваемую решёткой E8.

Эти последние обозначения чаще всего используются для объектов, ассоциированных с исключительными диаграммами, — для объектов, ассоциированных с обычными диаграммами (A, B, C, D), используются традиционные имена.
Индекс (n) равен числу узлов на диаграмме, числу простых корней в базисе, размерности корневой решётки и линейная оболочки системы корней, числу генераторов группы Коксетера и рангу алгебры Ли. Однако n не обязательно равен размерности определяющего модуля (фундаментального представления) алгебры Ли — индекс диаграммы Дынкина не следует путать с индексом алгебры Ли. Например, {\displaystyle B_{4}} соответствует {\displaystyle {\mathfrak {so}}_{2\cdot 4+1}={\mathfrak {so}}_{9},}, которая действует в 9-мерном пространстве, но имеет ранг 4 как алгебра Ли.
Диаграммы Дынкина в одну нитку, то есть не имеющие многократных рёбер (A, D, E) классифицируют много других математических объектов. Смотрите обсуждение в Классификация ADE.

### Пример: A2

, система корней.

Например, обозначение {\displaystyle A_{2}} может относиться к:
- Диаграмме Дынкина с двумя соединёнными узлами, , которую можно рассматривать также как диаграмму Коксетера.
- Системе корней с двумя простыми корнями под углом {\displaystyle 2\pi /3} (120 градусов).
- Алгебре Ли {\displaystyle {\mathfrak {sl}}_{2+1}={\mathfrak {sl}}_{3}} ранга[англ.] 2.
- Группе Вейля симметрий корней (отражения относительно гиперплоскостей, ортогональных корням), которая изоморфна симметрической группе {\displaystyle S_{3}} (порядка 6).
- Абстрактной группе Коксетера, представленной генераторами и связями, {\displaystyle \left\langle r_{1},r_{2}\mid (r_{1})^{2}=(r_{2})^{2}=(r_{i}r_{j})^{3}=1\right\rangle .}

## Ограничения
Диаграммы Дынкина должна удовлетворять некоторым ограничениям, тем, которым удовлетворяют конечные диаграммы Коксетера — Дынкина, и, кроме того, дополнительным кристаллографическим ограничениям.

## Связь с диаграммами Коксетера
Диаграммы Дынкина тесно связаны с диаграммами Коксетера конечных групп Коксетера, и терминология часто объединяется.
Диаграммы Дынкина отличаются от диаграмм Коксетера конечных групп в двух важных отношениях:
Частичная ориентированностьДиаграммы Дынкина частично ориентированны — любое кратное ребро (в терминах Коксетера, имеющие метки «4» и выше) имеет направление (стрелку, направленную от одного узла к другому). Таким образом, диаграмма Дынкина несёт больше информации, чем соответствующая диаграмма Коксетера (неориентированный граф).
На уровне корневых систем направление соответствует указанию на более короткий вектор. Рёбра, помеченные «3», не имеют направления, поскольку соответствующие вектора должны иметь равную длину. (Указание: Некоторые авторы используют обратное соглашение, направляя стрелку на более длинный вектор.)
Кристаллографическое ограничениеДиаграммы Дынкина должна удовлетворять дополнительному ограничению, а именно — допускаются рёбра только с метками 2, 3, 4 и 6. Это ограничение не распространяется на диаграммы Коксетера, так что не всякая диаграмма Коксетера конечной группы происходит от диаграммы Дынкина.
На уровне корневых систем это соответствует теореме о кристаллографических ограничениях.
Ещё одно различие, чисто стилистическое, заключается в том, что диаграммы Дынкина принято рисовать с удвоенными и утроенными рёбрами между узлами (для p = 4, 6), а не помеченными цифрой «p».
Термин «диаграмма Дынкина» иногда относят к ориентированным графам, а иногда к неориентированным. Для точности, в этой статье «диаграмма Дынкина» будет означать ориентированная, а соответствующий неориентированный граф будем называть «неориентированной диаграммой Дынкина». Таким образом, диаграммы Дынкина и диаграммы Коксетера могут быть связаны следующим образом:
|                   | кристаллографические                | точечные группы                              |
| ----------------- | ----------------------------------- | -------------------------------------------- |
| ориентированные   | Диаграммы Дынкина                   |                                              |
| неориентированные | Неориентированные Диаграммы Дынкина | Диаграммы Коксетера — Дынкина конечных групп |

Это означает, что диаграммы Коксетера конечных групп соответствуют точечным группам, генерируемым отражениями, в то время как диаграммы Дынкина должны удовлетворять дополнительным ограничениям, соответствующим теореме о кристаллографических ограничениях. Также это означает, что диаграммы Коксетера неориентированны, в то время как диаграммы Дынкина (частично) ориентированны.
Математические объекты, систематизируемые диаграммами:
|                   | кристаллографические | точечные группы           |
| ----------------- | -------------------- | ------------------------- |
| ориентированные   | Системы корней       |                           |
| неориентированные | Группы Вейля         | Конечные группы Коксетера |

Пустое место в правом верхнем углу, соответствующее ориентированным графам с лежащими под ними неориентированными графами любой диаграммы Коксетера (конечной группы), можно определить формально, но эти определения не допускают простой интерпретации в терминах математических объектов.
Существуют естественные сужающие отображения — из диаграмм Дынкина в неориентированные диаграммы Дынкина, и, соответственно, из корневых систем в ассоциированные группы Вейля, а также прямые отображения из неориентированных диаграмм Дынкина в диаграммы Коксетера, и, соответственно, из групп Вейля в конечные группы Коксетера.
Сужающие отображения отображают в (по определению), но не один-к-одному. Например, диаграммы Bn и Cn отображаются в одну и ту же неориентированную диаграмму, так что иногда результирующая диаграмма Коксетера и группа Вейля обозначается BCn.
Прямые отображения просто являются включением — неориентированные диаграммы Дынкина являются частным случаем диаграмм Коксетера, а группы Вейля — специальными случаями конечных групп Коксетера, и это отображение не на, поскольку не всякая диаграмма Коксетера является неориентированной диаграммой Дынкина (отсутствующие диаграммы — H3, H4 и I2(p) для p = 5 p ≥ 7), и, соответственно, не всякая конечная группа Коксетера является группой Вейля.

## Изоморфизмы

связных диаграмм Дынкина.

Диаграммы Дынкина обычно нумеруются так, чтобы список не был избыточным — {\displaystyle n\geq 1} для {\displaystyle A_{n},} {\displaystyle n\geq 2} для {\displaystyle B_{n},} {\displaystyle n\geq 3} для {\displaystyle C_{n},} {\displaystyle n\geq 4} для {\displaystyle D_{n}} и {\displaystyle E_{n}} начиная с {\displaystyle n=6.} Элементы семейств, однако, можно определить и для младших n, получая исключительные изоморфизмы диаграмм и соответствующие исключительные изоморфизмы алгебр Ли и ассоциированных групп Ли.
Проще всего начать со случаев n = 0 или n = 1, в которых все серии изометричны и имеется единственные пустая диаграмма и диаграмма с одним узлом. Другие изоморфизмы связных диаграмм Дынкина:
- {\displaystyle A_{1}\cong B_{1}\cong C_{1}}
- {\displaystyle B_{2}\cong C_{2}}
- {\displaystyle D_{2}\cong A_{1}\times A_{1}}
- {\displaystyle D_{3}\cong A_{3}}
- {\displaystyle E_{3}\cong A_{1}\times A_{2}}
- {\displaystyle E_{4}\cong A_{4}}
- {\displaystyle E_{5}\cong D_{5}}

Эти изоморфизмы соответствуют изоморфизмам простых и полупростых алгебр Ли.

## Автоморфизмы

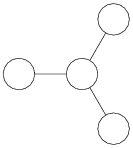
Наиболее симметричной диаграммой Дынкина является D_{4}, которая приводит к.

В дополнение к изоморфизмам между различными диаграммами, некоторые диаграммы также имеют изоморфизмы на себя, то есть «автоморфизмы». Автоморфизмы диаграмм соответствуют внешним автоморфизмам алгебры Ли, что означает, что группа внешних автоморфизмов Out = Aut/Inn равна группе автоморфизмов диаграммы .
Диаграммы, имеющие нетривиальные автоморфизмы — An ({\displaystyle n>1}), Dn ({\displaystyle n>1}) и E6. Во всех этих случаях, за исключением D4, имеется один нетривиальный автоморфизм (Out = C2, циклическая группа порядка 2), в то время как для D4 группа автоморфизмов является симметрической группой трёх букв (S3, порядок 6) — этот феномен известен как «тройственность». Оказывается, все эти автоморфизмы диаграмм можно представить как симметрии традиционного рисунка диаграмм в евклидовой плоскости, но это лишь именно результат того, как они рисуются, а не присущая диаграммам структура.

A_{n}.

Для An автоморфизм диаграмм — переворачивание диаграммы. Узлы диаграммы индексируются фундаментальными весами, которые (для An−1) равны {\displaystyle \bigwedge ^{i}C^{n}} для {\displaystyle i=1,\dots ,n}, и автоморфизм диаграммы соответствует двойственности {\displaystyle \bigwedge ^{i}C^{n}\mapsto \bigwedge ^{n-i}C^{n}.}
Рассматриваемый как алгебра Ли {\displaystyle {\mathfrak {sl}}_{n+1},} внешний автоморфизм можно выразить как отрицательная транспозиция, {\displaystyle T\mapsto -T^{\mathrm {T} }}.

D_{n}.

Для Dn автоморфизм диаграммы переключает два узла на конце Y, и соответствует переключению двух хиральных спинорных представлений. Рассматриваемый как алгебра Ли {\displaystyle {\mathfrak {so}}_{2n},} внешний автоморфизм можно выразить как сопряжение с помощью матрицы из O(2n) с определителем −1. Заметим, что {\displaystyle \mathrm {A} _{3}\cong \mathrm {D} _{3},} так что их автоморфизмы одинаковы, в то время как {\displaystyle \mathrm {D} _{2}\cong \mathrm {A} _{1}\times \mathrm {A} _{1}} и эта диаграмма несвязна, так что автоморфизм соответствует переключению узлов.
Для D4 фундаментальное представление изоморфно двум спинорным и получающаяся симметрическая группа трёх букв (S3, или, альтернативно, диэдрическая группа шестого порядка, Dih3) соответствует как автоморфизмам алгебры Ли, так и автоморфизмам диаграммы.

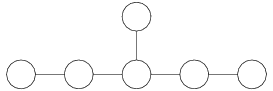
E_{6}.

Автоморфизм E6 соответствует переворачиванию диаграммы и может быть выражен с помощью йордановых алгебр .
Несвязные диаграммы, которые соответствуют полупростым алгебрам Ли, могут иметь автоморфизмы, полученные путём перестановки компонент диаграммы.

При характеристике 2 стрелку в F_{4} можно игнорировать, что создаёт дополнительный автоморфизм диаграмм и соответствующих.

При положительной характеристике имеются дополнительные автоморфизмы диаграмм — грубо говоря, при характеристике p можно игнорировать стрелки на связях кратности p в диаграмме Дынкина, когда рассматриваем автоморфизм диаграмм. Таким образом, при характеристике 2 имеется автоморфизм порядка 2 для {\displaystyle \mathrm {B} _{2}\cong \mathrm {C} _{2}} и для F4, в то время как при характеристике 3 имеется автоморфизм порядка 2 для G2.

### Построение групп Ли с помощью автоморфизмов диаграмм
Автоморфизмы диаграмм создают дополнительные группы Ли и группы типа Ли, что является причиной их центральной важности в классификации конечных простых групп.
Построение группы Шевалле групп Ли в терминах их диаграмм Дынкина не даёт классических групп, а именно, унитарных групп и нерасщепимых ортогональных групп. Группы Штейнберга строят унитарные группы 2An, в то время как другие ортогональные группы строят 2Dn и в обоих случаях это относится к комбинации автоморфизма диаграммы с автоморфизмом поля. Это также даёт дополнительные экзотические группы Ли 2E6 и 3D4, последняя определена только над полями с автоморфизмом порядка 3.
При положительной характеристике дополнительные характеристики дают Группа Сузуки — Ри, 2B2, 2F4 и 2G2.

### Свёртки

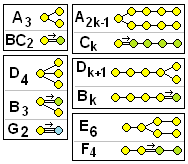
Свёртки конечных групп Коксетера.

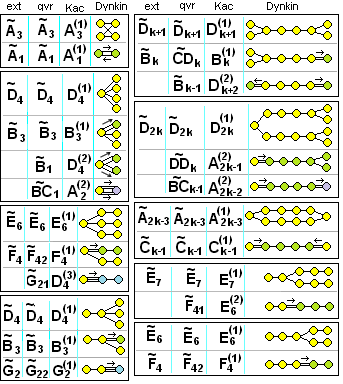
Свёртки аффинных групп Коксетера с тремя соглашениями об именовании: первое — исходное расширенное множество, второе используется в контексте, последнее использовал Виктор Гершевич Кац для.

(Однониточная) диаграмма Дынкина (конечная или аффинная), имеющая симметрию (удовлетворяющую одному условию ниже), может быть свёрнута по симметрии, что даёт новую, в общем случае многониточную (с кратными рёбрами), диаграмму с использованием процесса, называемого свёрткой. На уровне алгебр Ли это соответствует взятию инвариантной подалгебры при внешней группе автоморфизма, и процесс может быть определён чисто на корневой системе без использования диаграмм. Далее любая многониточная диаграмма (конечная или бесконечная) может быть получена свёрткой однониточной диаграммы.
Существует условие для автоморфизма свёртки, чтобы автоморфизм был возможен — различные узлы графа на той же орбите (при автоморфизме) не должны быть соединены ребром. На уровне системы корней корни на той же орбите должны быть ортогональны. На уровне диаграмм это необходимо, так как в противном случае результирующая диаграмма будет иметь петлю, поскольку при этом объединяются два узла, имеющих ребро между ними, а петли в диаграммах Дынкина не разрешены.
Узлы и рёбра полученных («свёрнутых») диаграмм являются орбитами узлов и рёбер исходных диаграмм. Рёбра единичны (не кратны), если смежные рёбра не отображаются в то же ребро (особенно для узлов валентности большей, чем 2 — «точек ветвления»), в противном случае вес является числом смежных рёбер, а стрелка направлена к узлу, которому они инцидентны — «точка ветвления отображается в неоднородную точку». Например, в D4 при свёртке в G2 рёбра в G2 направлены от внешних узлов класса 3 (валентность 1) в центральные узлы (валентность 3).
Свёртки конечных диаграмм:
- {\displaystyle A_{2n-1}\to C_{n}}

(Автоморфизм A2n не создаёт свёртку, поскольку средние два узла соединены ребром, но не находятся на одной орбите.)
- {\displaystyle D_{n+1}\to B_{n}}
- {\displaystyle D_{4}\to G_{2}} (если осуществлять свёртку по полной группе или 3-циклу, кроме того, {\displaystyle D_{4}\to B_{3}} тремя различными путями, если осуществлять свёртку по инволюции (элементу с порядком 2))
- {\displaystyle E_{6}\to F_{4}}

Аналогичные свёртки существуют для аффинных диаграмм:
- {\displaystyle {\tilde {A}}_{2n-1}\to {\tilde {C}}_{n}}
- {\displaystyle {\tilde {D}}_{n+1}\to {\tilde {B}}_{n}}
- {\displaystyle {\tilde {D}}_{4}\to {\tilde {G}}_{2}}
- {\displaystyle {\tilde {E}}_{6}\to {\tilde {F}}_{4}}

Запись свёрток можно использовать также для диаграмм Коксетера — Дынкина. Можно обобщить допустимые свёртки диаграммы Дынкина до Hn и I2(p). Геометрически это соответствует проекциям однородных политопов. Можно заметить, что любая однониточная диаграмма Дынкина может быть свёрнута в I2(h), где h является числом Коксетера, геометрически соответствующего проекции на плоскость Коксетера.
Свёртку можно использовать, чтобы свести вопросы о (полупростых) алгебрах Ли к вопросам об однониточных алгебрах вместе с автоморфизмом, который может быть проще, чем рассмотрение напрямую алгебр Ли с кратными рёбрами. Это может быть сделано путём построения полупростых алгебр Ли, например. Смотрите Math Overflow: Folding by Automorphisms Архивная копия от 11 сентября 2015 на Wayback Machine для дальнейшего обсуждения.

## Другие отображения диаграмм
| Система корней A2 | Система корней G2 |

Некоторые дополнительные отображения диаграмм имеют содержательную интерпретацию, как объяснено ниже. Однако не все отображения систем корней появляются как отображения диаграмм.
Например, имеется два вхождения систем корней A2 в G2, либо как шесть длинных корней, или как шесть коротких корней. Однако узлы в диаграмме G2 соответствуют одному длинному и одному короткому корню, в то время как узлы в диаграмме A2 соответствуют корням равной длины, и, таким образом, это отображение систем корней не может быть выражено как отображение диаграмм.
Некоторые включения систем корней можно выразить как отношение графов, когда одна диаграмма является порождённым подграфом другой, что означает вхождение «подмножества узлов вместе со всеми рёбра между ними». Это происходит потому, что удаление узла из диаграммы Дынкина соответствует удалению простого корня из системы корней, что даёт систему корней с рангом на единицу меньше. В отличие от этого, удаление ребра (или изменение кратности ребра) при сохранении узлов соответствует изменению углов между корнями, что не может быть сделано без изменения всей системы корней. Таким образом можно содержательно удалить узлы, но не рёбра. Удаление узла из связной диаграммы может дать связную диаграмму (простую алгебру Ли) если узел является листом, или несвязную диаграмму (полупростую, но не простую группу Ли) с двумя или тремя компонентами (последнее для Dn и En). На уровне алгебр Ли эти включения соответствуют подалгебрам Ли.
Максимальные подграфы (здесь «сопряжение» означает «посредством автоморфизма диаграммы»):
- An+1: An, двумя сопряжёнными путями.
- Bn+1: An, Bn.
- Cn+1: An, Cn.
- Dn+1: An (двумя сопряжёнными), Dn.
- En+1: An, Dn, En.
  - Для E6, две из которых совпадают: {\displaystyle \mathrm {D} _{5}\cong \mathrm {E} _{5}} и сопряжены.
- F4: B3, C3.
- G2: A1, двумя несопряжёнными путями (как длинные корни или короткие корни).

Наконец, двойственность диаграмм соответствует изменению направления стрелок, если таковые есть: Bn и Cn двойственны, в то время как F4 и G2 самодвойственны, поскольку являются однониточными ADE диаграммами.

## Однониточные диаграммы

Однониточные диаграммы Дынкина классифицируют многообразные математические объекты, и она называется ADE-классификацией.

Диаграммы Дынкина без кратных рёбер называются однониточными. К ним относятся диаграммы {\displaystyle A_{n},D_{n},E_{n}} и классификация объектов такими диаграммами носит название ADE-классификацией. В этом случае диаграммы Дынкина в точности совпадают с диаграммами Коксетера.

## Диаграммы Сатаке
Диаграммы Дынкина классифицируют комплексные полупростые алгебры Ли. Вещественные полупростые алгебры Ли можно классифицировать как вещественные формы комплексных полупростых алгебр Ли, а они классифицируются диаграммами Сатаке, которые можно получить из диаграмм Дынкина путём пометки некоторых узлов чёрным цветом (внутренность кружка) и соединением некоторых других узлов в пары стрелками по некоторым правилам.

## История

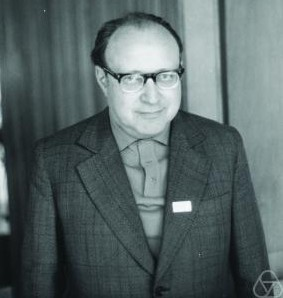
Евгений Борисович Дынкин.

Диаграммы Дынкина названы в честь Евгения Борисовича Дынкина, который использовал их в двух статьях (1946, 1947) для представления классификации полупростых алгебр Ли , смотрите (Е. Б. Дынкин 2000). После того, как Дынкин покинул Советский Союз в 1976, что в те времена расценивалось как предательство, советские математики для ссылок на диаграммы использовали название «диаграммы простых корней» вместо употребления фамилии автора.
Неориентированные графы были использованы ранее Коксетером (1934) для классификации групп отражений, и в них узлы соответствовали простым отражениям. Графы затем использовал Витт (с информацией о длине) (в 1941) в контексте корневых систем, где узлы соответствуют простым корням, как это используется в наши дни . Дынкин затем использовал диаграммы в 1946 и 1947, поблагодарив Коксетера и Витта в статье 1947 года.

## Соглашения
Диаграммы Дынкина рисуются многими способами. Соглашения, используемые в этой статье, общепризнанны, с углами 180° для узлов валентности 2, 120° для узлов валентности 3 для Dn и углами 90°/90°/180° валентности 3 для En, с указанием кратности с помощью 1, 2 или 3 параллельных рёбер, и указанием длины корня с помощью указания ориентации ребра. Кроме простоты, эти соглашения позволяют показать автоморфизмы диаграмм с помощью евклидовых изометрий диаграмм.
Альтернативные соглашения предполагают указание числа рёбер для кратности (обычно используется в диаграммах Коксетера), использование цвета для указания длины корня или использование углов 120° для узлов валентности 2, чтобы сделать узлы более различимыми.
Имеются также соглашения о нумерации узлов. Общепринятое соглашение было разработано и проиллюстрировано в 1960-х в книге Бурбаки .

## Диаграммы Дынкина ранга 2
Диаграммы Дынкина эквивалентны обобщённым матрицам Картана, как показано в таблице диаграмм Дынкина ранга 2 указанием соответствующих им 2x2 матриц Картана.
Для ранга 2 матрица Картана имеет вид:
{\displaystyle A=\left[{\begin{matrix}2&a_{12}\\a_{21}&2\end{matrix}}\right]}
Многорёберная диаграмма соответствует недиагональной матрице Картана с элементами -a21, -a12, где число рёбер диаграммы равно max(-a21, -a12), а стрелка направлена в сторону неединичных элементов.
Обобщённая матрица Картана — это квадратная матрица {\displaystyle A=(a_{ij})}, такая, что:
1. Для диагональных элементов {\displaystyle a_{ii}=2}.
2. Для недиагональных элементов {\displaystyle a_{ij}\leq 0}.
3. {\displaystyle a_{ij}=0} тогда и только тогда, когда {\displaystyle a_{ji}=0}

Матрица Картана определяет, имеет ли группа конечный тип (если она положительно определена, то есть все собственные значения положительны), аффинный тип (если матрица не является положительно определённой, но положительно полуопределена, то есть все собственные значения неотрицательны), или неопределённый тип. Неопределённый тип часто делят на подтипы, например, группа Коксетера является лоренцевой, если она имеет одно отрицательное собственное значение и все остальные значения положительны. Далее некоторые источники говорят о гиперболических группах Коксетера, но для этого понятия существует несколько неэквивалентных определений. В обсуждении ниже под гиперболическими группами Коксетера понимается специальный случай групп Лоренца, удовлетворяющих дополнительным условиям. Заметим, что для ранга 2 все матрицы Картана с отрицательным определителем соответствуют гиперболическим группам Коксетера. Но в общем случае большинство матриц с отрицательным определителем не являются ни гиперболическими, ни лоренцевыми.
Конечные ветви имеют (-a21, -a12)=(1,1), (2,1), (3,1), а аффинные (с нулевым определителем) имеют (-a21, -a12) =(2,2) или (4,1).
| Название группы | Диаграмма Дынкина                | Диаграмма Дынкина         | Диаграмма Дынкина         | Матрица Картана                                                                                   | Матрица Картана           | Порядок симметрии         | Связанная однониточная группа3   |
| Название группы | (Стандартный) многорёберный граф | Граф со значениями1       | Граф Коксетера2           | {\displaystyle \left[{\begin{matrix}2&a_{12}\\a_{21}&2\end{matrix}}\right]}                       | Определитель (4-a21*a12)  | Порядок симметрии         | Связанная однониточная группа3   |
| Конечные (Определитель>0) | Конечные (Определитель>0)        | Конечные (Определитель>0) | Конечные (Определитель>0) | Конечные (Определитель>0)                                                                         | Конечные (Определитель>0) | Конечные (Определитель>0) |                                  |
| --- | -------------------------------- | ------------------------- | ------------------------- | ------------------------------------------------------------------------------------------------- | ------------------------- | ------------------------- | -------------------------------- |
| A1xA1 |                                  |                           | node · 2 · node           | {\displaystyle \left[{\begin{smallmatrix}2&0\\0&2\end{smallmatrix}}\right]}                       | 4                         | 2                         |                                  |
| A2 (неор.) |                                  |                           | node · 3 · node           | {\displaystyle \left[{\begin{smallmatrix}2&-1\\-1&2\end{smallmatrix}}\right]}                     | 3                         | 3                         |                                  |
| B2 |                                  |                           |                           | {\displaystyle \left[{\begin{smallmatrix}2&-2\\-1&2\end{smallmatrix}}\right]}                     | 2                         | 4                         | {\displaystyle {A}_{3}}          |
| C2 |                                  |                           |                           | {\displaystyle \left[{\begin{smallmatrix}2&-1\\-2&2\end{smallmatrix}}\right]}                     | 2                         | 4                         | {\displaystyle {A}_{3}}          |
| BC2 (неор.) |                                  |                           | node · 4 · node           | {\displaystyle \left[{\begin{smallmatrix}2&-{\sqrt {2}}\\-{\sqrt {2}}&2\end{smallmatrix}}\right]} | 2                         | 4                         |                                  |
| G2 |                                  |                           |                           | {\displaystyle \left[{\begin{smallmatrix}2&-1\\-3&2\end{smallmatrix}}\right]}                     | 1                         | 6                         | {\displaystyle {D}_{4}}          |
| G2 (неор.) |                                  |                           | node · 6 · node           | {\displaystyle \left[{\begin{smallmatrix}2&-{\sqrt {3}}\\-{\sqrt {3}}&2\end{smallmatrix}}\right]} | 1                         | 6                         |                                  |
| Аффинные (Определитель=0) |                                  |                           |                           |                                                                                                   |                           |                           |                                  |
| A1(1) |                                  |                           | node · infin · node       | {\displaystyle \left[{\begin{smallmatrix}2&-2\\-2&2\end{smallmatrix}}\right]}                     | 0                         | ∞                         | {\displaystyle {\tilde {A}}_{3}} |
| A2(2) |                                  |                           |                           | {\displaystyle \left[{\begin{smallmatrix}2&-1\\-4&2\end{smallmatrix}}\right]}                     | 0                         | ∞                         | {\displaystyle {\tilde {D}}_{4}} |
| Гиперболические (Определитель<0) |                                  |                           |                           |                                                                                                   |                           |                           |                                  |
| |                                  |                           |                           | {\displaystyle \left[{\begin{smallmatrix}2&-1\\-5&2\end{smallmatrix}}\right]}                     | -1                        | -                         |                                  |
| |                                  |                           |                           | {\displaystyle \left[{\begin{smallmatrix}2&-2\\-3&2\end{smallmatrix}}\right]}                     | -2                        | -                         |                                  |
| |                                  |                           |                           | {\displaystyle \left[{\begin{smallmatrix}2&-1\\-6&2\end{smallmatrix}}\right]}                     | -2                        | -                         |                                  |
| |                                  |                           |                           | {\displaystyle \left[{\begin{smallmatrix}2&-1\\-7&2\end{smallmatrix}}\right]}                     | -3                        | -                         |                                  |
| |                                  |                           |                           | {\displaystyle \left[{\begin{smallmatrix}2&-2\\-4&2\end{smallmatrix}}\right]}                     | -4                        | -                         |                                  |
| |                                  |                           |                           | {\displaystyle \left[{\begin{smallmatrix}2&-1\\-8&2\end{smallmatrix}}\right]}                     | -4                        | -                         |                                  |
| |                                  |                           |                           | {\displaystyle \left[{\begin{smallmatrix}2&-3\\-3&2\end{smallmatrix}}\right]}                     | -5                        | -                         |                                  |
| |                                  |                           |                           | {\displaystyle \left[{\begin{smallmatrix}2&-b\\-a&2\end{smallmatrix}}\right]}                     | 4-ab<0                    | -                         |                                  |
| Примечание1: Для гиперболических групп, (a12*a21>4), многорёберный стиль не используется, а значения (a21, a12) указываются напрямую на ребре. Это обычно не используется для конечных и аффинных групп. Примечание2: Для неориентированных групп диаграммы Дынкина и диаграммы Коксетера равноценны. Рёбра в них обычно помечаются их порядком симметрии, а рёбра порядка 3 не помечаются. Примечание3: Многие многорёберные группы можно получить из однониточных групп более высокого ранга с помощью подходящей операции свёртки. |                                  |                           |                           |                                                                                                   |                           |                           |                                  |

## Конечные диаграммы Дынкина
| Ранг | Классические группы Ли   | Классические группы Ли   | Классические группы Ли   | Классические группы Ли   | Исключительные группы Ли  | Исключительные группы Ли                          |
| Ранг | {\displaystyle {A}_{1+}} | {\displaystyle {B}_{2+}} | {\displaystyle {C}_{2+}} | {\displaystyle {D}_{2+}} | {\displaystyle {E}_{3-8}} | {\displaystyle {G}_{2}} / {\displaystyle {F}_{4}} |
| ---- | ------------------------ | ------------------------ | ------------------------ | ------------------------ | ------------------------- | ------------------------------------------------- |
| 1    | A1                       |                          |                          |                          |                           |                                                   |
| 2    | A2                       | B2                       | C2=B2                    | D2=A1xA1                 |                           | G2                                                |
| 3    | A3                       | B3                       | C3                       | D3=A3                    | E3=A2xA1                  |                                                   |
| 4    | A4                       | B4                       | C4                       | D4                       | E4=A4                     | F4                                                |
| 5    | A5                       | B5                       | C5                       | D5                       | E5=D5                     |                                                   |
| 6    | A6                       | B6                       | C6                       | D6                       | E6                        |                                                   |
| 7    | A7                       | B7                       | C7                       | D7                       | E7                        |                                                   |
| 8    | A8                       | B8                       | C8                       | D8                       | E8                        |                                                   |
| 9    | A9                       | B9                       | C9                       | D9                       |                           |                                                   |
| 10+  | ..                       | ..                       | ..                       | ..                       |                           |                                                   |

## Аффинные диаграммы Дынкина
Существуют расширения диаграмм Дынкина, а именно аффинные диаграммы Дынкина. Эти диаграммы классифицируют матрицы Картана аффинных алгебр Ли. Классификация осуществлена в статье Каца , список приведён в той же статье на стр. 53-55. Аффинные диаграммы обозначаются как {\displaystyle X_{l}^{(1)},X_{l}^{(2)}} или {\displaystyle X_{l}^{(3)},} где X — буква соответствующей конечной диаграммы, а верхний индекс указывает серию аффинных диаграмм, в которую диаграммы входит. Первая из серий, {\displaystyle X_{l}^{(1)},} наиболее известна, называется расширенными диаграммами Дынкина и помечается тильдой (~), а иногда знаком + в верхнем индексе, например, {\displaystyle {\tilde {A}}_{5}=A_{5}^{(1)}=A_{5}^{+}}. Серии (2) и (3) называются скрученными аффинными диаграммами.
См. Генератор диаграмм Дынкина для диаграмм.
| Множество расширенных аффинных диаграмм Дынкина с добавленными узлами (помечены зелёным цветом) ({\displaystyle n\geq 3} для {\displaystyle B_{n}} и {\displaystyle n\geq 4} для {\displaystyle D_{n}}) | «Скрученные» аффинные диаграммы помечены (2) или (3) в верхнем индексе. (k равно числу жёлтых узлов графа) |

Ниже в таблице приведены все графы Дынкина для аффинных групп до 10 узлов. Расширенные графы Дынкина указаны как семейства с ~ и соответствуют конечным графам выше с одним добавленным узлом. Другие варианты ориентированных графов даны с верхними индексами (2) или (3) и они представляют собой свёртки групп более высокого порядка. Они входят в категорию Скрученные аффинные диаграммы .
| Ранг | {\displaystyle {\tilde {A}}_{1+}}                                 | {\displaystyle {\tilde {B}}_{3+}}                                                                                               | {\displaystyle {\tilde {C}}_{2+}}                                                                                                 | {\displaystyle {\tilde {D}}_{4+}}                                 | E / F / G                                                                                       |
| ---- | ----------------------------------------------------------------- | --- | --- | ----------------------------------------------------------------- | ----------------------------------------------------------------------------------------------- |
| 2    | {\displaystyle {\tilde {A}}_{1}} or {\displaystyle {A}_{1}^{(1)}} | | {\displaystyle {A}_{2}^{(2)}}: |                                                                   |                                                                                                 |
| 3    | {\displaystyle {\tilde {A}}_{2}} or {\displaystyle {A}_{2}^{(1)}} | {\displaystyle {\tilde {C}}_{2}} or {\displaystyle {C}_{2}^{(1)}} {\displaystyle {D}_{5}^{(2)}}: {\displaystyle {A}_{4}^{(2)}}: | {\displaystyle {\tilde {G}}_{2}} or {\displaystyle {G}_{2}^{(1)}} {\displaystyle {D}_{4}^{(3)}}                                   |                                                                   |                                                                                                 |
| 4    | {\displaystyle {\tilde {A}}_{3}} or {\displaystyle {A}_{3}^{(1)}} | {\displaystyle {\tilde {B}}_{3}} or {\displaystyle {B}_{3}^{(1)}} {\displaystyle {A}_{5}^{(2)}}:                                | {\displaystyle {\tilde {C}}_{3}} or {\displaystyle {C}_{3}^{(1)}} {\displaystyle {D}_{6}^{(2)}}: {\displaystyle {A}_{6}^{(2)}}:   |                                                                   |                                                                                                 |
| 5    | {\displaystyle {\tilde {A}}_{4}} or {\displaystyle {A}_{4}^{(1)}} | {\displaystyle {\tilde {B}}_{4}} or {\displaystyle {B}_{4}^{(1)}} {\displaystyle {A}_{7}^{(2)}}:                                | {\displaystyle {\tilde {C}}_{4}} or {\displaystyle {C}_{4}^{(1)}} {\displaystyle {D}_{7}^{(2)}}: {\displaystyle {A}_{8}^{(2)}}:   | {\displaystyle {\tilde {D}}_{4}} or {\displaystyle {D}_{4}^{(1)}} | {\displaystyle {\tilde {F}}_{4}} or {\displaystyle {F}_{4}^{(1)}} {\displaystyle {E}_{6}^{(2)}} |
| 6    | {\displaystyle {\tilde {A}}_{5}} or {\displaystyle {A}_{5}^{(1)}} | {\displaystyle {\tilde {B}}_{5}} or {\displaystyle {B}_{5}^{(1)}} {\displaystyle {A}_{9}^{(2)}}:                                | {\displaystyle {\tilde {C}}_{5}} or {\displaystyle {C}_{5}^{(1)}} {\displaystyle {D}_{8}^{(2)}}: {\displaystyle {A}_{10}^{(2)}}:  | {\displaystyle {\tilde {D}}_{5}} or {\displaystyle {D}_{5}^{(1)}} |                                                                                                 |
| 7    | {\displaystyle {\tilde {A}}_{6}} or {\displaystyle {A}_{6}^{(1)}} | {\displaystyle {\tilde {B}}_{6}} or {\displaystyle {B}_{6}^{(1)}} {\displaystyle {A}_{11}^{(2)}}:                               | {\displaystyle {\tilde {C}}_{6}} or {\displaystyle {C}_{6}^{(1)}} {\displaystyle {D}_{9}^{(2)}}: {\displaystyle {A}_{12}^{(2)}}:  | {\displaystyle {\tilde {D}}_{6}} or {\displaystyle {D}_{6}^{(1)}} | {\displaystyle {\tilde {E}}_{6}} or {\displaystyle {E}_{6}^{(1)}}                               |
| 8    | {\displaystyle {\tilde {A}}_{7}} or {\displaystyle {A}_{7}^{(1)}} | {\displaystyle {\tilde {B}}_{7}} or {\displaystyle {B}_{7}^{(1)}} {\displaystyle {A}_{13}^{(2)}}:                               | {\displaystyle {\tilde {C}}_{7}} or {\displaystyle {C}_{7}^{(1)}} {\displaystyle {D}_{10}^{(2)}}: {\displaystyle {A}_{14}^{(2)}}: | {\displaystyle {\tilde {D}}_{7}} or {\displaystyle {D}_{7}^{(1)}} | {\displaystyle {\tilde {E}}_{7}} or {\displaystyle {E}_{7}^{(1)}}                               |
| 9    | {\displaystyle {\tilde {A}}_{8}} or {\displaystyle {A}_{8}^{(1)}} | {\displaystyle {\tilde {B}}_{8}} or {\displaystyle {B}_{8}^{(1)}} {\displaystyle {A}_{15}^{(2)}}:                               | {\displaystyle {\tilde {C}}_{8}} or {\displaystyle {C}_{8}^{(1)}} {\displaystyle {D}_{11}^{(2)}}: {\displaystyle {A}_{16}^{(2)}}: | {\displaystyle {\tilde {D}}_{8}} or {\displaystyle {D}_{8}^{(1)}} | {\displaystyle {\tilde {E}}_{8}} or {\displaystyle {E}_{8}^{(1)}}                               |
| 10   | {\displaystyle {\tilde {A}}_{9}} or {\displaystyle {A}_{9}^{(1)}} | {\displaystyle {\tilde {B}}_{9}} or {\displaystyle {B}_{9}^{(1)}} {\displaystyle {A}_{17}^{(2)}}:                               | {\displaystyle {\tilde {C}}_{9}} or {\displaystyle {C}_{9}^{(1)}} {\displaystyle {D}_{12}^{(2)}}: {\displaystyle {A}_{18}^{(2)}}: | {\displaystyle {\tilde {D}}_{9}} or {\displaystyle {D}_{9}^{(1)}} |                                                                                                 |
| 11   | …                                                                 | … | … | …                                                                 |                                                                                                 |

## Гиперболические диаграммы Дынкина и более высокие уровни
Множество компактных и некомпактных гиперболических графов Дынкина было перечислено в статье Карбоне и др. Все гиперболические графы ранга 3 компактны. Компактные гиперболические диаграммы Дынкина существуют вплоть до ранга 5, а некомпактные гиперболические графы существуют вплоть до ранга 10.
| Ранг | Компактные | Некомпактные | Всего |
| ---- | ---------- | ------------ | ----- |
| 3    | 31         | 93           | 123   |
| 4    | 3          | 50           | 53    |
| 5    | 1          | 21           | 22    |
| 6    | 0          | 22           | 22    |
| 7    | 0          | 4            | 4     |
| 8    | 0          | 5            | 5     |
| 9    | 0          | 5            | 5     |
| 10   | 0          | 4            | 4     |

### Компактные гиперболические диаграммы Дынкина
| Ранг 3 | Ранг 3 | Ранг 4                                                 | Ранг 5                  |
| --- | --- | ------------------------------------------------------ | ----------------------- |
| Linear graphs - (6 4 2): - H100(3): - H101(3): - H105(3): - H106(3): - (6 6 2): - H114(3): - H115(3): - H116(3): | Cyclic graphs - (4 3 3): H1(3): - (4 4 3): 3 forms… - (4 4 4): 2 forms… - (6 3 3): H3(3): - (6 4 3): 4 forms… - (6 4 4): 4 forms… - (6 6 3): 3 forms… - (6 6 4): 4 forms… - (6 6 6): 2 forms… | - (4 3 3 3): - H8(4): - H13(4): - (4 3 4 3): - H14(4): | - (4 3 3 3 3): - H7(5): |

### Некомпактные (существенно расширенные формы)
Некоторые нотации, используемые в теоретической физике, в таких областях, как М-теория, применяют верхний индекс «+» для расширенных групп вместо «~», что даёт возможность определять более сильные расширения групп.
1. Расширенным диаграммам Дынкина (аффинным) даётся индекс «+» и они имеют один добавочный узел. (То же, что и «~»)
2. Существенно расширенным диаграммам Дынкина (гиперболическим) даётся индекс «^» или «++» и они имеют два добавочных узла.
3. Сильно расширенным диаграммам Дынкина с 3 добавочными узлами даётся индекс «+++».

| Ранг | {\displaystyle {AE}_{n}} = An-2(1)^ | {\displaystyle {BE}_{n}} = Bn-2(1)^ {\displaystyle {CE}_{n}} | Cn-2(1)^                     | {\displaystyle {DE}_{n}} = Dn-2(1)^ | E / F / G                       |
| ---- | ----------------------------------- | ------------------------------------------------------------ | ---------------------------- | ----------------------------------- | ------------------------------- |
| 3    | {\displaystyle {AE}_{3}}:           |                                                              |                              |                                     |                                 |
| 4    | {\displaystyle {AE}_{4}}:           |                                                              | C2(1)^ A4(2)'^ A4(2)^ D3(2)^ |                                     | G2(1)^ D4(3)^                   |
| 5    | {\displaystyle {AE}_{5}}:           | {\displaystyle {BE}_{5}} {\displaystyle {CE}_{5}}            | C3(1)^ A6(2)^ A6(2)'^ D5(2)^ |                                     |                                 |
| 6    | {\displaystyle {AE}_{6}}            | {\displaystyle {BE}_{6}} {\displaystyle {CE}_{6}}            | C4(1)^ A8(2)^ A8(2)'^ D7(2)^ | {\displaystyle {DE}_{6}}            | F4(1)^ E6(2)^                   |
| 7    | {\displaystyle {AE}_{7}}            | {\displaystyle {BE}_{7}} {\displaystyle {CE}_{7}}            |                              | {\displaystyle {DE}_{7}}            |                                 |
| 8    | {\displaystyle {AE}_{8}}            | {\displaystyle {BE}_{8}} {\displaystyle {CE}_{8}}            |                              | {\displaystyle {DE}_{8}}            | E6(1)^                          |
| 9    | {\displaystyle {AE}_{9}}            | {\displaystyle {BE}_{9}} {\displaystyle {CE}_{9}}            |                              | {\displaystyle {DE}_{9}}            | E7(1)^                          |
| 10   |                                     | {\displaystyle {BE}_{10}} {\displaystyle {CE}_{10}}          |                              | {\displaystyle {DE}_{10}}           | {\displaystyle {E}_{10}}=E8(1)^ |

### 238 гиперболических групп (компактных и некомпактных)
238 перечисленных гиперболических групп (компактных и некомпактных) обозначены как Hi(n) для ранга n, и имеют индекс i=1,2,3… для каждого ранга.
|  |  |  |  |  |  |  |
|  |  |  |  |  |  |  |
|  |  |  |  |  |  |  |

### Сильно расширенные диаграммы
Сильно расширенные группы являются группами Лоренца, которые определяются добавлением трёх узлов к конечным группам. E8, E7, E6, F4 и G2 дают шесть серий, завершающихся сильно расширенными группами. Другие расширенные не показанные серии можно определить из An, Bn, Cn и Dn как различные серии для каждого n. Определитель ассоциированной матрицы Картана определяет, где серия меняется от конечной (положительный определитель) к аффинной (нулевой определитель) и к некомпактной гиперболической группе (отрицаетельный определитель) и завершается серия как группа Лоренца, что можно определить по появлению подобной времени размерности.
| Конечная | {\displaystyle A_{2}}                | {\displaystyle C_{2}}                | {\displaystyle G_{2}}                |
| -------- | ------------------------------------ | ------------------------------------ | ------------------------------------ |
| 2        | A2                                   | C2                                   | G2                                   |
| 3        | A2+={\displaystyle {\tilde {A}}_{2}} | C2+={\displaystyle {\tilde {C}}_{2}} | G2+={\displaystyle {\tilde {G}}_{2}} |
| 4        | A2++                                 | C2++                                 | G2++                                 |
| 5        | A2+++                                | C2+++                                | G2+++                                |
| Det(Mn)  | 3(3-n)                               | 2(3-n)                               | 3-n                                  |

| Конечная | {\displaystyle A_{3}}                | {\displaystyle B_{3}}                | {\displaystyle C_{3}}                | {\displaystyle A_{4}}                | {\displaystyle B_{4}}                | {\displaystyle C_{4}}                | {\displaystyle D_{4}}                | {\displaystyle F_{4}}                |
| -------- | ------------------------------------ | ------------------------------------ | ------------------------------------ | ------------------------------------ | ------------------------------------ | ------------------------------------ | ------------------------------------ | ------------------------------------ |
| 2        |                                      | A12                                  |                                      |                                      |                                      |                                      |                                      | A2                                   |
| 3        | A3                                   | B3                                   | C3                                   |                                      | B2A1                                 |                                      | A13                                  |                                      |
| 4        | A3+={\displaystyle {\tilde {A}}_{3}} | B3+={\displaystyle {\tilde {B}}_{3}} | C3+={\displaystyle {\tilde {C}}_{3}} | A4                                   | B4                                   | C4                                   | D4                                   | F4                                   |
| 5        | A3++                                 | B3++                                 | C3++                                 | A4+={\displaystyle {\tilde {A}}_{4}} | B4+={\displaystyle {\tilde {B}}_{4}} | C4+={\displaystyle {\tilde {C}}_{4}} | D4+={\displaystyle {\tilde {D}}_{4}} | F4+={\displaystyle {\tilde {F}}_{4}} |
| 6        | A3+++                                | B3+++                                | C3+++                                | A4++                                 | B4++                                 | C4++                                 | D4++                                 | F4++                                 |
| 7        |                                      |                                      |                                      | A4+++                                | B4+++                                | C4+++                                | D4+++                                | F4+++                                |
| Det(Mn)  | 4(4-n)                               | 2(4-n)                               | 2(4-n)                               | 5(5-n)                               | 2(5-n)                               | 2(5-n)                               | 4(5-n)                               | 5-n                                  |

| Конечная | {\displaystyle A_{5}}                | {\displaystyle B_{5}}                | {\displaystyle D_{5}}                | {\displaystyle A_{6}}                | {\displaystyle B_{6}}                | {\displaystyle D_{6}}                | {\displaystyle E_{6}}                |
| -------- | ------------------------------------ | ------------------------------------ | ------------------------------------ | ------------------------------------ | ------------------------------------ | ------------------------------------ | ------------------------------------ |
| 4        |                                      | B3A1                                 | A3A1                                 |                                      |                                      |                                      | A2                                   |
| 5        | A5                                   |                                      | D5                                   |                                      | B4A1                                 | D4A1                                 | A5                                   |
| 6        | A5+={\displaystyle {\tilde {A}}_{5}} | B5+={\displaystyle {\tilde {B}}_{5}} | D5+={\displaystyle {\tilde {D}}_{5}} | A6                                   | B6                                   | D6                                   | E6                                   |
| 7        | A5++                                 | B5++                                 | D5++                                 | A6+={\displaystyle {\tilde {A}}_{6}} | B6+={\displaystyle {\tilde {B}}_{6}} | D6+={\displaystyle {\tilde {D}}_{6}} | E6+={\displaystyle {\tilde {E}}_{6}} |
| 8        | A5+++                                | B5+++                                | D5+++                                | A6++                                 | B6++                                 | D6++                                 | E6++                                 |
| 9        |                                      |                                      |                                      | A6+++                                | B6+++                                | D6+++                                | E6+++                                |
| Det(Mn)  | 6(6-n)                               | 2(6-n)                               | 4(6-n)                               | 7(7-n)                               | 2(7-n)                               | 4(7-n)                               | 3(7-n)                               |

| Конечная | A7                                   | B7                                   | D7                                   | E7                                   | E8                                      |
| -------- | ------------------------------------ | ------------------------------------ | ------------------------------------ | ------------------------------------ | --------------------------------------- |
| 3        |                                      |                                      |                                      |                                      | E3=A2A1                                 |
| 4        |                                      |                                      |                                      | A3A1                                 | E4=A4                                   |
| 5        |                                      |                                      |                                      | A5                                   | E5=D5                                   |
| 6        |                                      | B5A1                                 | D5A1                                 | D6                                   | E6                                      |
| 7        | A7                                   | B7                                   | D7                                   | E7                                   | E7                                      |
| 8        | A7+={\displaystyle {\tilde {A}}_{7}} | B7+={\displaystyle {\tilde {B}}_{7}} | D7+={\displaystyle {\tilde {D}}_{7}} | E7+={\displaystyle {\tilde {E}}_{7}} | E8                                      |
| 9        | A7++                                 | B7++                                 | D7++                                 | E7++                                 | E9=E8+={\displaystyle {\tilde {E}}_{8}} |
| 10       | A7+++                                | B7+++                                | D7+++                                | E7+++                                | E10=E8++                                |
| 11       |                                      |                                      |                                      |                                      | E11=E8+++                               |
| Det(Mn)  | 8(8-n)                               | 2(8-n)                               | 4(8-n)                               | 2(8-n)                               | 9-n                                     |

### Комментарии
1. ↑  В этой секции мы говорим о «диаграммах Коксетера», а не о «диаграммах Коксетера — Дынкина» для краткости и для различения понятий, поскольку существует потенциальная возможность путаницы.
2. ↑  сопряжение матрицы g с помощью матрицы a — это матрица, подобная матрица a−1ga
3. ↑  Заметьте, что Стекольщик использует стрелки, в отличие от соглашений, принятых в данной статье.
4. ↑  неориентированная диаграмма